# (4676) Uedaseiji
(4676) Uedaseiji es un asteroide perteneciente al cinturón de asteroides, descubierto el 16 de septiembre de 1990 por Tetsuya Fujii y el también astrónomo Kazuro Watanabe desde el Observatorio de Kitami, Hokkaidō, Japón.

## Designación y nombre
Designado provisionalmente como 1990 SD4. Fue nombrado Uedaseiji en honor al astrónomo japonés Seiji Ueda, conocido por sus observaciones de cometas y asteroides. Vive en Kushiro y se inició en la astronomía en sus días de estudiante. Destacó en el hockey sobre hielo siendo jugador de la liga japonesa durante seis años. Tras retirarse, se interesó de nuevo por la astronomía. Desde el año 1987 utiliza una cámara de Wright-Schmidt, de 16 cm de apertura descubriendo multitud de asteroides.

## Características orbitales
Uedaseiji está situado a una distancia media del Sol de 2,402 ua, pudiendo alejarse hasta 2,586 ua y acercarse hasta 2,217 ua. Su excentricidad es 0,076 y la inclinación orbital 8,987 grados. Emplea 1359 días en completar una órbita alrededor del Sol.

## Características físicas
La magnitud absoluta de Uedaseiji es 12,9. Tiene 8,003 km de diámetro y su albedo se estima en 0,191.